# Kalabér László
Kalabér László (Kézdimartonfalva, 1937. február 13. – Szászrégen, 2008. július 31.) romániai magyar ornitológus.

## Életútja
Brassóban a Magyar Vegyes Líceumban érettségizett (1954), a Marosvásárhelyi Orvosi és Gyógyszerészeti Egyetemen (OGYI) segédgyógyszerészi oklevelet szerzett (1957). Szászrégenben a kórházi gyógyszertár alkalmazottjaként működött.

## Ornitológiai munkássága
Ornitológiai munkásságát 1965-ben kezdte. Külföldi tanulmányi és gyűjtő kirándulásainak sorát 1969-ben egy dél-magyarországi tojásgyűjtő út nyitotta meg, majd szinte egész Európát bejárta, és számos jelentős szakemberrel alakított ki eredményes szakmai kapcsolatot.
1971-től számos hazai, 1972-től több nemzetközi madártani kongresszuson vett részt. 1979-től az UNESCO égisze alatt működő Nemzetközi Madárvédelmi Tanács ragadozó madarakkal foglalkozó eurázsiai munkaközösségének végrehajtó bizottsági tagja volt.
Szakközleményei 1970-től a Vînătorul și Pescarul Sportiv, a bákói Studii și Comunicări, az Ocrotirea Naturii, a nagyváradi Nymphaea, a sepsiszentgyörgyi Aluta, a brüsszeli Le Gerfaut, a lille-i Le Heron és a budapesti Állattani Közlemények, az Acta Hargitensia, valamint múzeumi évkönyvek és tudományos ülésszakok alkalmából megjelenő kiadványok hasábjain láttak napvilágot román, magyar, francia és angol nyelven.
A ragadozó madarak ökológiai szerepével, a madarak posztembrionális fejlődésével, tojáskutatással (oológia) és a madártan környezetvédelmi vonatkozásaival, így a mezőgazdasági vegyszereknek a tojáshéjban való felhalmozódásával foglalkozott.
Kezdeményezésére alakult meg a Romániai Biológusok Társaságának szászrégeni fiókja; az itt rendezett országos szimpozionok anyaga két kötetben (Studii și comunicări, Szászrégen, I. 1979–1980, II. 1982) szerkesztésében jelent meg. Monográfiában dolgozta fel a romániai zoológusok tudományos munkásságát Gh. Vasiliu társszerkesztővel.

## Posztumusz kötete magyar nyelven
- Kézdimartonfalvától Új-Zélandig a madarak nyomában [szerk. és borító Zöldi Imre]. Brassó: Fulgur, 1997; Sepsiszentgyörgy: Trisedes Press Rt. nyomda. 158 p. ISBN 973-96000-7-7[1]